# Кучурганська сільська рада
Кучурга́нська сільська́ ра́да (до 01.02.1945 — Страсбургська) — колишня адміністративно-територіальна одиниця та орган місцевого самоврядування в Роздільнянському районі (поділ 1930-2020) Одеської області. Адміністративний центр — село Кучурган.
Дата ліквідації АТО — 17 липня 2020 року.

## Загальні відомості
Кучурганська сільська рада була утворена в 1944 році.
- Територія ради: 67,022 км²
- Населення ради: 3 322 особи (станом на 2001 рік)
- Водоймища на території, підпорядкованій даній раді: Кучурганське водосховище

## Історія
Населення Страсбурзької сільради району Енгельса Одеської округи Одеської губернії на початку 1924 року складало 3401 особу. Населення сільради становили німці. Вони мали 772 господарства.
Станом на 1 травня 1967 року до складу Кучурганської сільської ради входили: с. Янкулишине, с. Кучурган, с. Бузинівка, с. Івано-Миколаївка (до 16.05.1964 Кам'янська сільрада), с. Милолюбівка, с. Новокрасне, с. Очеретівка, с. Павлівка, с. Степанівка, с. Труд-Куток. На території сільради було 2 радгоспи імені Котовського (господарський центр — Степанівка) та «Кучурганський» (Очеретівка).
На 1 травня 1973 року на території сільради знаходився винрадгоспу імені 50-летия Великого Октября (господарський центр — Кучургани).
Станом на 1 січня 1984 року до складу Кучурганської сільської ради входило тільки с. Кучурган.
Відповідно до розпорядження КМУ № 623-р від 27 травня 2020 року "Про затвердження перспективного плану формування територій громад Одеської області" Кучурганська сільська рада разом ще з 3 місцевими радами району ввійшла до складу Лиманської селищної громади.

## Населені пункти
Сільській раді були підпорядковані населені пункти:
- с. Кучурган

## Населення
Згідно з переписом УРСР 1989 року чисельність наявного населення сільської ради становила 3454 особи, з яких 1608 чоловіків та 1846 жінок.
За переписом населення України 2001 року в сільській раді мешкало 3306 осіб.

### Мова
Розподіл населення за рідною мовою за даними перепису 2001 року:
| Мова       | Відсоток |
| ---------- | -------- |
| російська  | 52,68 %  |
| українська | 43,35 %  |
| молдовська | 3,04 %   |
| білоруська | 0,30 %   |
| німецька   | 0,18 %   |
| болгарська | 0,15 %   |
| гагаузька  | 0,15 %   |
| польська   | 0,03 %   |

## Склад ради
Рада складалася з 20 депутатів та голови.
- Голова ради:

### Керівний склад попередніх скликань
| Прізвище, ім'я, по батькові | Основні відомості                                    | Дата обрання | Дата звільнення |
| --------------------------- | ---------------------------------------------------- | ------------ | --------------- |
| Левицький Анатолій Павлович | Сільський голова, 1959 року народження, безпартійний | 26.03.2006   | 31.10.2010      |

Примітка: таблиця складена за даними сайту Верховної Ради України

### Депутати
За результатами місцевих виборів 2010 року депутатами ради стали:

#### За суб'єктами висування
| Суб'єкт висування | Кількість обраних депутатів | %  |
| ----------------- | --------------------------- | -- |
| Самовисування     | 11                          | 55 |
| Партія регіонів   | 9                           | 45 |

#### За округами
| № округу        | Прізвище, ім'я, по батькові    | Дата визнання обраним | Освіта             | Партійна приналежність | Відомості про обраного депутата            |
| --------------- | ------------------------------ | --------------------- | ------------------ | ---------------------- | ------------------------------------------ |
| Партія регіонів |                                |                       |                    |                        |                                            |
| 1               | Дьяченко Ірина Григорівна      | 05.11.2010            | середня            | член Партії регіонів   | загальноосвітня школа с. Степанівка, кухар |
| 4               | Марунько Валентина Андріївна   | 05.11.2010            | середня            | член Партії регіонів   | пенсіонер                                  |
| 5               | Крижановський Борис Євгенович  | 05.11.2010            | середня            | член Партії регіонів   | тимчасово не працює                        |
| 6               | Величко Світлана Геннадіївна   | 05.11.2010            | вища               | член Партії регіонів   | приватний підприємець                      |
| 7               | Драгоєва Ольга Іллівна         | 05.11.2010            | вища               | член Партії регіонів   | Кучурганська сільська рада, землевпорядник |
| 8               | Ракович Андрій Володимирович   | 05.11.2010            | вища               | позапартійний          | тимчасово не працює                        |
| 10              | Гадевич Олександр Борисович    | 05.11.2010            | вища               | позапартійний          | приватний підприємець                      |
| 14              | Пікуз Надія Йосипівна          | 05.11.2010            | вища               | позапартійна           | Кучурганська сільська рада, секретар       |
| 15              | Снітковська Жанна Василівна    | 05.11.2010            | вища               | член Партії регіонів   | Кучурганський дитячий садок, вихователь    |
| Самовисування   |                                |                       |                    |                        |                                            |
| 2               | Чернецький Анатолій Сергійович | 05.11.2010            | вища               | позапартійний          | приватний підприємець                      |
| 3               | Кірієнко Віктор Степанович     | 05.11.2010            | вища               | позапартійний          | пенсіонер                                  |
| 9               | Колесніков Стефан Павлович     | 05.11.2010            | середня спеціальна | позапартійний          | приватний підприємець                      |
| 11              | Доносіян Ніна Олександрівна    | 05.11.2010            | середня            | позапартійна           | приватний підприємець                      |
| 12              | Сікаченко Наталія Григорівна   | 05.11.2010            | середня спеціальна | позапартійна           | ЦТДУМ, вчитель танців                      |
| 13              | Томін Віктор Миколайович       | 05.11.2010            | середня спеціальна | позапартійний          | приватний підприємець                      |
| 16              | Бикова Валентина Василівна     | 05.11.2010            | вища               | позапартійна           | загальноосвітня школа с. Кучурган, вчитель |
| 17              | Фурдуй Дмитро Анатолійович     | 05.11.2010            | середня            | позапартійний          | тимчасово не працює                        |
| 18              | Скрипнік Наталія Василівна     | 05.11.2010            | вища               | позапартійна           | Кучурганський КП «Гармонія», секретар      |
| 19              | Дундук Лідія Вікторівна        | 15.07.2012            | вища               | член Партії регіонів   | ДП «Кучурганське», агроном                 |
| 20              | Молдовану Юрій Володимирович   | 05.11.2010            | середня спеціальна | позапартійний          | «Укрлепрозорій», фельдшер                  |